# International Poetry Incarnation
Die International Poetry Incarnation (deutsch: Internationale Verkörperung der Dichtkunst) war eine Dichterlesung, die am 11. Juni 1965 in der Londoner Royal Albert Hall stattfand. Das Ereignis, an dem Poeten der Gegenkultur aus den Vereinigten Staaten, dem Vereinigten Königreich und anderen Ländern teilnahmen, gilt als Wendepunkt der britischen Underground-Kultur.
Als Michael Horovitz und Alexander Trocchi hörten, dass die US-amerikanischen Beat-Poeten Allen Ginsberg, Lawrence Ferlinghetti und Gregory Corso sich in London aufhielten, beschlossen sie, eine großangelegte Lesung zu veranstalten. Es zeigte sich, dass die Royal Albert Hall 10 Tage später frei war.
Trotz der kurzen Vorbereitungszeit kamen geschätzte 7.000–8.000 Besucher, um die 17 Dichter zu hören, darunter Adrian Mitchell, Alexander Trocchi, Allen Ginsberg, Harry Fainlight, Anselm Hollo, Christopher Logue, George MacBeth, Gregory Corso, Lawrence Ferlinghetti,  Michael Horovitz, Simon Vinkenoog, Spike Hawkins, Tom McGrath und Ernst Jandl. William S. Burroughs wurde per Tonband eingespielt. Der Gitarrist Davy Graham spielte einige Titel. Ginsberg rezitierte aus seinem Gedicht Howl.
Peter Whitehead dokumentierte das Ereignis in dem Film „Wholly Communion“.